# Tennistoernooi van Rome 2015
|                                          |  |                                      |
| Maria Sjarapova, winnares bij de vrouwen |  | Novak Đoković, winnaar bij de mannen |

Het tennistoernooi van Rome van 2015 werd van 10 tot en met 17 mei 2015 gespeeld op de gravelbanen van het Foro Italico in de Italiaanse hoofdstad Rome. De officiële naam van het toernooi was Internazionali BNL d'Italia.
Het tennistoernooi van Rome trok 192.817 toeschouwers.
Het toernooi bestond uit twee delen:
- WTA-toernooi van Rome 2015, het toernooi voor de vrouwen
- ATP-toernooi van Rome 2015, het toernooi voor de mannen

## Toernooikalender
| Rome              | mei 2015 | mei 2015 | mei 2015 | mei 2015 | mei 2015 | mei 2015 | mei 2015 | mei 2015    | mei 2015     | mei 2015 |
| Rome              | zon 10   | maa 11   | din 12   | din 12   | woe 13   | woe 13   | don 14   | vrĳ 15      | zat 16       | zon 17   |
| ----------------- | -------- | -------- | -------- | -------- | -------- | -------- | -------- | ----------- | ------------ | -------- |
| vrouwenenkelspel  |          | 1e ronde | 1e ronde | 2e ronde | 2e ronde | 2e ronde | 3e ronde | kwartfinale | halve finale | finale   |
| vrouwendubbelspel |          | 1e ronde | 1e ronde | 1e ronde | 1e ronde | 2e ronde | 2e ronde | kwartfinale | halve finale | finale   |
| mannenenkelspel   | 1e ronde | 1e ronde | 1e ronde | 2e ronde | 2e ronde | 2e ronde | 3e ronde | kwartfinale | halve finale | finale   |
| mannendubbelspel  |          | 1e ronde | 1e ronde | 1e ronde | 1e ronde | 2e ronde | 2e ronde | kwartfinale | halve finale | finale   |

ATP-toernooi van Rome – WTA-toernooi van Rome

1990 · 1991 · 1992 · 1993 · 1994 · 1995 · 1996 · 1997 · 1998 · 1999 · 2000 · 2001 · 2002 · 2003 · 2004 · 2005 · 2006 · 2007 · 2008 · 2009 · 2010 · 2011 · 2012 · 2013 · 2014 · 2015 · 2016 · 2017 · 2018 · 2019 · 2020 · 2021 · 2022 · 2023 · 2024